# Itihasy
Itihasy – eposy spisane na subkontynencie indyjskim. Itihasy tworzono zarówno w sanskrycie oraz w innych językach indyjskich. Dwa największe itihasy to: Mahabharata i Ramajana, uważane przez hinduistów za święte teksty.

## Podział
- purana
- itiwritta
- akhjajika
- udaharana
- dharmasastra
- arthaśastra